# Lupinus parviflorus
Lupinus parviflorus är en ärtväxtart som beskrevs av William Jackson Hooker och George Arnott Walker Arnott. Lupinus parviflorus ingår i släktet lupiner, och familjen ärtväxter.

## Underarter
Arten delas in i följande underarter:
- L. p. floribundus
- L. p. myrianthus
- L. p. parviflorus